# Communauté de communes du Serrois
Die Communauté de communes du Serrois war ein französischer Gemeindeverband mit der Rechtsform einer Communauté de communes im Département Hautes-Alpes in der Region Provence-Alpes-Côte d’Azur. Sie wurde am 28. Dezember 1993 gegründet und umfasste zehn Gemeinden. Der Verwaltungssitz befand sich im Ort Serres.

## Historische Entwicklung
Mit Wirkung vom 1. Januar 2016 fusionierte die ehemalige Mitgliedsgemeinde Saint-Genis zur Comune nouvelle Garde-Colombe, die nunmehr zur Gänze der Communauté de communes du Laragnais angehört. Dadurch verringert sich die Anzahl der Mitgliedsgemeinden auf aktuell zehn.
Die Communauté de communes du Serrois schloss sich mit sechs weiteren Communauté de communes (eine in der Region Alpes-de-Haute-Provence und fünf in der Region Hautes-Alpes) zur Communauté de communes du Sisteronais-Buëch zusammen.

## Mitgliedsgemeinden
1. La Bâtie-Montsaléon
2. Le Bersac
3. L’Épine
4. Méreuil
5. Montclus
6. Montrond
7. La Piarre
8. Savournon
9. Serres
10. Sigottier

## Aufgaben
Zu den Aufgaben des Gemeindeverbandes gehörte neben dem Umweltschutz und der Abfallwirtschaft auch die Wirtschaftsförderung durch die Verwaltung von Industrie- und Gewerbeparks sowie die Tourismusförderung.